# میرزاآباد (کارواندر)
میرزاآباد روستایی در دهستان کارواندر بخش مرکزی شهرستان خاش استان سیستان و بلوچستان ایران است.

## جمعیت
بر پایه سرشماری عمومی نفوس و مسکن در سال ۱۳۹۵ جمعیت این روستا ۱۶۳ نفر (۳۸خانوار) بوده‌است.